# Clemastina
La clemastina (o meclastina), en forma de fumarato, es un fármaco que se emplea para procesos alérgicos en virtud de bloquear los receptores de la histamina (H1). En 2017 se incluyó este medicamento en estudio con pacientes que padecen esclerosis múltiple recurrente con neuropatía óptica desmielinizante crónica bajo terapia inmunomoduladora estable.

## Usos
Al igual que con cualquier antihistamínico de primera generación, la clemastina antagoniza de manera competitiva varios efectos fisiológicos de la histamina, que incluyen un aumento de la permeabilidad y dilatación capilar, la formación de edema, la respuesta de 'erupción' y 'picazón', y la constricción del músculo liso gastrointestinal y respiratorio. Por esta razón, es empleado en rinitis aguda, rinitis alérgica, angioedema, urticaria.
Tiene efectos secundarios anticolinérgicos y sedantes. Dentro del árbol vascular, los antagonistas del receptor H1 inhiben los efectos vasoconstrictores y vasodilatadores de la histamina. Dependiendo de la dosis, los antagonistas del receptor H1 pueden producir estimulación o depresión del SNC. La mayoría de los antihistamínicos exhiben actividad anticolinérgica central y/o periférica. Los antihistamínicos actúan bloqueando competitivamente los sitios receptores H1.
Los antihistamínicos no antagonizan farmacológicamente ni inactivan químicamente la histamina, ni tampoco evitan su liberación.
A principios de 2001, la combinación de clemastina con fenilpropanolamina fue descontinuada debido a que esta última causaba efectos adversos fuertes en pacientes de edad avanzada, según la FDA.

## Estudios nuevos
Aunque la clemastina se empleó en un estudio sobre neuropatía óptica desmielinizante con ciertos beneficios, se debe tomar en cuenta que la dosis empleada fue mucho mayor que la que se usa como antihistamínico, por lo que deberán hacerse más estudios.
Así mismo, se ha observado que la ingesta de clemastina mejora la mielinización en la corteza prefrontal, pero esto se notó en ratones adultos.

## Efectos adversos
Al igual que con otros antihistamínicos, la clemastina causa sedación y sequedad de la boca debido a sus efectos anticolinérgicos.